# Malmö nation
Malmö Nation är en av tretton studentnationer vid Lunds universitet.

## Historia
I Lund bildade studenterna nationsföreningar runt år 1670. Syftet var att hjälpa studenterna och skapa inbördes trevnad. Myndigheterna ålade nationerna att välja Inspektorer som skulle övervaka att nationsmedlemmarna skötte sina studier och se till att de uppförde sig. År 1830 bedömde den dåvarande Inspektorn vid Skånska nationen att åtgärder måste vidtagas på grund av nationens, med den tidens mått, svårhanterliga storlek. Nationen delades år 1833 in i sex självständiga avdelningar där Malmö avdelning blev den tredje av dessa. Malmö Nation etablerades år 1890, när den Skånska nationen upphörde att existera, och hade vid grundandet 100 medlemmar.  
Under 1880-talet var de kvinnliga studenterna i Lund få, totalt 15 stycken studentskor skrevs in vid universitetet. Först i raden av dessa var Hedda Andersson, som skrevs in 1880. Hon var också den första kvinnliga medlemmen i Malmö Nation. 
På Nationens 50-årsjubileum år 1940 fanns det totalt 2 378 medlemmar inskrivna på Malmö Nation. Andra världskriget hade precis brutit ut, något som krävde mycket av Lunds studenter. Värnplikt resulterade i tidsförlust och det var omöjligt att komma utomlands. Dåvarande inspector Sven Larsson talade till Nationens medlemmar om vikten av frihet. Frihet att tala, tänka och röra sig fritt runt Jorden. Nationen och dess starka gemenskap kom att spela en viktig roll för studenterna under dessa år. 
En stor skillnad mellan de studenter som kom från Malmö och i någon mån Lund jämfört med övriga studenter vid universitetet var att de inte var hänvisade till inackordering och till att hitta boende som studenterna från övriga delar av landet. Många gånger kallades Malmö för "den resande nationen". Närheten till Malmö och behovet av studiero och samvaro gjorde att man gärna samlades i Malmö som i Lund när det kallades till möten och festligheter som till AF-borgen. Det fanns även ett studentboende i Malmö, Pireus, som byggdes och ägdes av AF för de malmöitiska studenter som läste vid Lunds universitet.  
Med åren växte Malmö Nation och år 1962 byggde Nationen eget i Lund, på Östra Vallgatan, innan man reste ytterligare två hus västerut i kvarteret mot Stora Tomegatan (1967). Studenternas Lundaliv i början på 60-talet var tämligen opolitiskt jämfört med slutet av decenniet där studentlivet blev alltmer politiserat. Trots eller kanske på grund av detta frodades Nationen. Malmö Nations dåvarande Tidskrift användes som debattforum för Nationens medlemmar och Nationsaftonsutskottet fick en alltmer samhällstillvänd prägel med inriktning på debatter om narkotika, alkohol och aborter. Nationen blev ett viktigt tillhåll i studenternas vardag och alltfler utskott inrättades, bland annat började Malmö Nations första lunchmatlag "Moder Svea" servera näringsriktig husmanskost till priset av 4 kr. 
Malmö Nation präglades fram till mitten på 70-talet av en fortsatt politisk debatt. År 1974 tillsattes (inte utan strid) Malmö Nations första kvinnliga Qurator, Rita Rohlin. Nationen blev en mötesplats för studenter som önskade avkoppling, umgänge och festligheter, och ett diskotek som fick benämningen Slabb blev ett stående inslag. Ökade intäkter möjliggjorde upprustning av byggnader och ökat aktivitetsutbud, antalet medlemmar växte till över 5 000 studenter. Slabbet som Nationens största inkomstkälla höll i sig in på 1980-talet. Restaurangverksamheten och därefter klubbkonceptet Casanova infördes våren 1983 och ersatte slabbet på sikt. Casanova är idag Lunds äldsta nattklubb.

## Malmö Nations Karneval
Vart fjärde år arrangerar Nationen numera Malmö Nations Karneval i anknytning med Lundakarnevalen. Under Qurator emeritus Johannes Jarls ledning genomfördes den största satsningen som någonsin hade gjorts på Malmö Nations egna karnevalsfirande och Kontroversivalen introducerades, som år 2014 var den första stora karneval att arrangeras på Nationen. Under tre dagar flögs artister från runt om i världen in och spelade på de två innergårdarna. Artister som kunde upplevas på plats var Laidback Luke, Kygo, Joachim Garraud, Teddybears med mera. Totalt besöktes Kontroversivalen av drygt 2000 besökare, vilket var det största evenemanget nationen haft.
Den andra upplagan av Malmö Nations Karneval ägde rum under våren 2018 där konceptet detta år var Paradoxival. På Malmö Nations innergårdar spelade både svenska och internationella artister under karnevalhelgens tre dagar. På scenerna på Paradoxivalen kunde bland annat Oskar Linnros, Otto Knows, Sam Feldt, Mares och Kely Starlight skådas, med fler därtill. 
2022 arrangerades Maxivalen, den största karnevalen Malmö Nation haft, tillika det största evenemanget som anordnats i Nationens historia. Under helgen besökte totalt 6000 personer Maxivalen, som fortsatt tar plats på Nationens innergårdar. Artister som uppträdde under karnevalen var exempelvis Myra Granberg, Thomas Stenström, Icona Pop och LOAM, tillsammans med ytterligare artister och DJs. 

## Nationshus
Länge saknade Nationen egen fastighet i Lund jämfört med övriga nationer (se historieavsnittet ovan). I och med att undervisningstimmarna började öka för fler studenter, studieutbudet ökade liksom antalet studenter började även Malmö Nation att se över möjligheterna till att bygga eget i Lund. Önskemålet gällde att bygga centralt, då många förväntades resa mellan Malmö och Nationen. Nationen hyrde ett flertal fastigheter i Malmö, bl.a. ett vid Norra Vallgatan som sades upp p.g.a. rivning 1970 (numer parkeringshus mittemot centralstationen). Nationens verksamhet i Malmö flyttades därefter till Berghska Huset, granne med Malmö Rådhus och landshövdingens residens. Ärtsoppa som regelbundet ordnades var något som lockade, samt en populär pub. En Prokurator bemannade även en Kuratorsexpedition, och denne var samtidigt ansvarig för den löpande verksamheten på Berghska. I samband med den årliga Nyårsbalen på Rådhuset i Malmö utnyttjades Berghska Huset flitigt av Nationen som (VIP-) mottagning för balens inbjudna honoratiores samt nationens hedersledamöter. Intresset för arrangemangen på Berghska Huset minskade under 1980-talet och Malmö Nation beslöt därför att avveckla verksamheten.
1964 färdigställdes första delen av nationshuset mot Östra Vallgatan, ritat av Hans Westman. Huset ligger placerat konkavt ut mot gatan, enligt Westman för att markera staden Malmös egna placering i förhållande till övriga nationer i Lund. En fortsättning västerut inom kvarteret följde med en byggnadskropp mitt i kvarteret sammanbyggt i loftgångar med ett hus mot Stora Tomegatan, båda färdigställdes 1968.
Nationen äger även fastigheten som är beläget på hörnet av Stora Tomegatan och Lilla Tomegatan.  

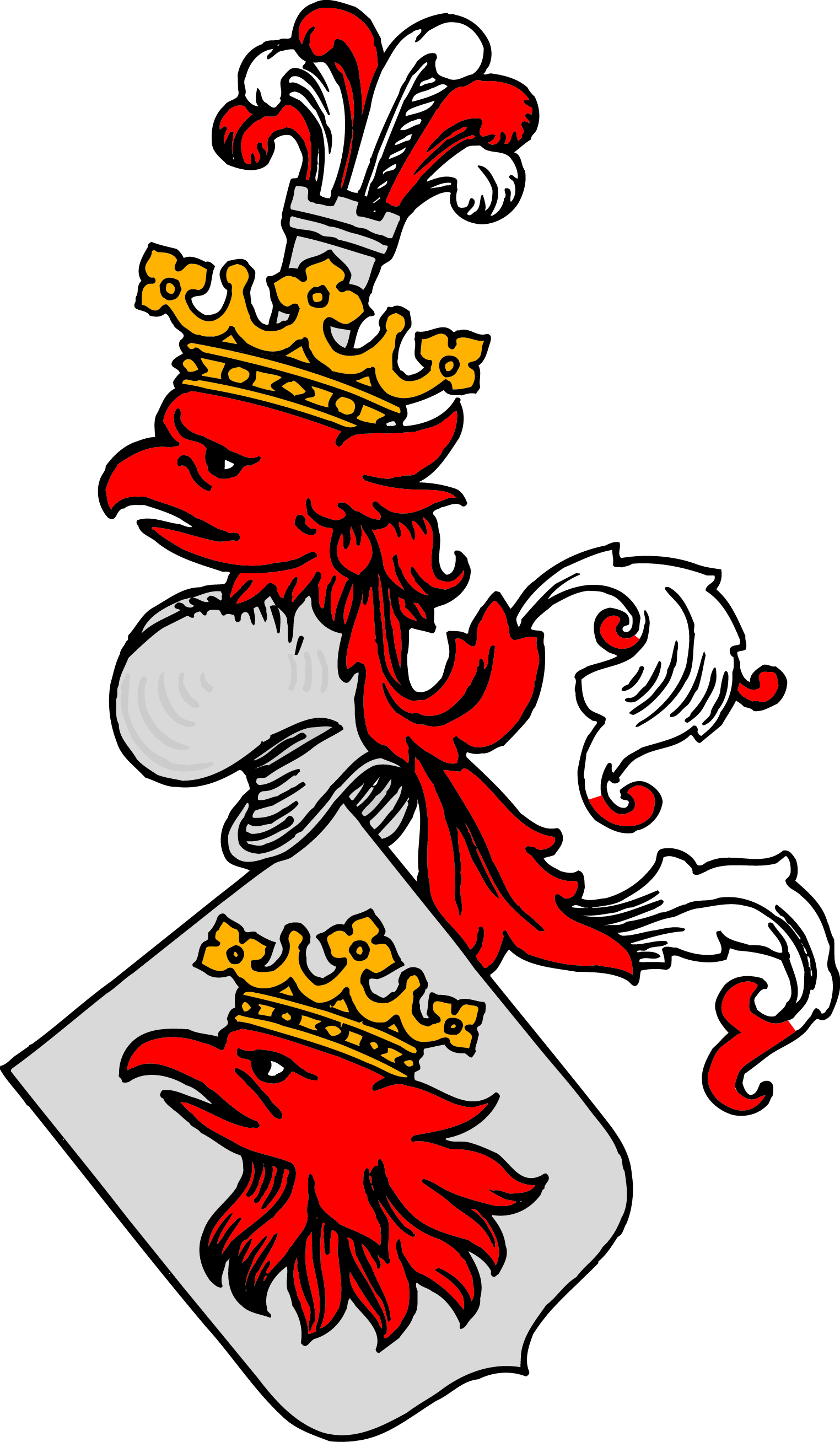

## Tidskrift
Nationens tidning heter sedan 1992 Gripen och utkommer med två nummer per termin. 
1964 - 1987 hette den Tidskriften Malmö Nation, 1988 - 1989 Malmö nations tidskrift och 1989 - 1992 Malmö nations tidskrift Ovalen.

## Kritik
Malmö Nation har flera gånger kritiserats i media, såväl lokalt som nationellt. Nationen rönte stor uppmärksamhet när den i slutet av 2015 valde, på grund av hot mot personal, att ta bort ett facebookinlägg publicerat av två tjejer som blivit utsatta för sexuella trakasserier på en av Nationens nattklubbar. Kort därpå avslöjade studenttidningen Lundagård att nationen haft som tradition att under sitt ålagille kasta runt en levande ål i sittningssalen, något som dock skall ha upphört vid tiden för avslöjandet. Djurens rätt anklagade öppet Malmö Nation för djurplågeri. I ett tidigare uppmärksammat ärende (2013), kritiserades nationen för brister i sin alkoholservering och misstänkt olaglig svartklubbsverksamhet. Inför Nationens 125-årsjubileum blev Nationen fälld för könsdiskriminerande reklam av Reklamombudsmannens opinionsnämnd.

## Vännationer
- Stockholms nation i Uppsala
- Eteläsuomalainen osakunta i Helsingfors
- Studenterforeningen i Köpenhamn
- Det Norske Studentersamfund i Oslo

## Hedersledamöter (i urval)
- Carl Herslow (1897)
- Johan Schück  (1898)
- Anders Rosén (1900)
- Ola Hansson  (1910)
- Albert Ulrik Bååth (1911)
- Hans Larsson (1913)
- Otto Löfberg
- Gustaf Fredrik Rydberg (1925)
- Axel Emil Ebbe (1927)
- Anders Österling (1934)
- Per Albin Hansson (1938)
- Walter Gyllenberg (1938)
- Hjalmar Gullberg (1940)
- Ingvar Andersson (1945)
- Hans Ruin (1947)
- Gunnar Aspelin (1950)
- Gustav Möller (1950)
- Einar Bager (1953)[20]
- S.A. Johansson (1955)
- Anders Sten (1956)[21]
- Einar Hansen (1956)[22]
- Elam Tunhammar (1962)
- Gösta Ehrensvärd (1965)
- Fritiof Nilsson Piraten
- KG Ossian Nilsson (1965)
- Sten Broman (1967)
- Christer Wahlgren (1967)
- Carl-Erik Quensel
- Max-Walter Svanberg (1976)
- Arne Lundberg (1976)
- Staffan Åkerberg (1978)
- Dagmar Edqvist (1981)
- Gustaf von Platen (1981)
- Sixten Ehrling (1984)
- Jan Troell (1984)

- Jan Malmsjö (1985)
- Pierre Schori (1990)
- Ove Nordstrandh (1990)
- Claes Levin (1991)
- Jacques Werup (1991)
- Ola Billgren (1992)
- Helmer Lång (1996)
- Torbjörn Flygt (2012)
- Jonas Hafström (2023)[23]

## Inspektorer
Nuvarande Inspektor är Annika Björkdahl, professor i statsvetenskap och freds- och konfliktforskning vid Lunds universitet.